# Тейсарівка
Тейса́рівка — річка в Україні, у межах Жидачівського району Львівської області. Ліва притока Стрию (басейн Дністра). 

## Опис
Довжина 25 км, площа басейну 56 км². Річка рівнинного типу. Річище помірно звивисте, місцями з кам'янистим дном та перекатами. 

## Розташування
Тейсарівка бере початок біля південно-західної частини села Тейсарова. Тече переважно на північний схід. Впадає до Стрию біля східної околиці села Іванівців. 
Над річкою розташовані такі села: Тейсарів, Пчани, Вільхівці, Туради та Іванівці.